# Lễ hội Tràng An

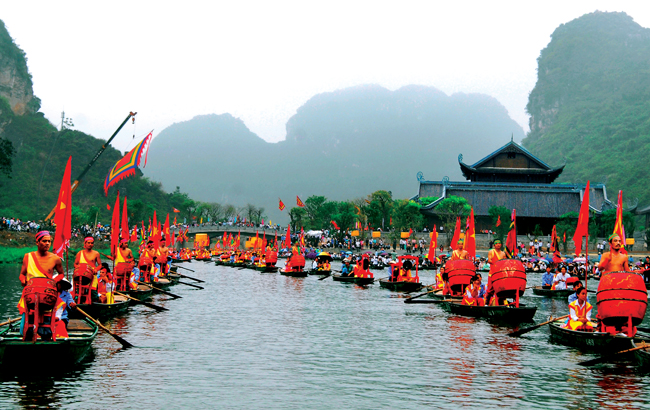
Lễ hội Tràng An năm 2011

Lễ hội Tràng An là chuỗi các hoạt động văn hóa, du lịch gắn liền với tín ngưỡng thờ các vị thần núi trong Hoa Lư tứ trấn và sùng bái thiên nhiên của cư dân người Việt sống trong quần thể di sản thế giới Tràng An, Ninh Bình. Lễ hội thường mở ra trong 3 ngày, chính hội ngày 18/3 âm lịch hàng năm để tôn vinh các vị thần Quý Minh, thần Cao Sơn, thần Khổng Lồ trấn trạch Hoa Lư tứ trấn; các tướng lĩnh của vương triều Đinh đóng quân ở Tràng An và các vua đầu nhà Trần đã lập ra hành cung Vũ Lâm tại đây. Điểm độc đáo ở lễ hội Tràng An là lễ hội được rước trên sông, du thuyền qua các di tích lịch sử và thắng cảnh hang động, rừng núi, sông nước Tràng An.

## Hành trình rước hội
Lễ hội Tràng An được khai mạc tại sân khấu ngoài trời cạnh trung tâm bến thuyền Tràng An cùng với phần nghi lễ diễn ra tại các di tích. Tiếp theo đoàn rước và du khách sẽ đi thuyền qua các di tích: đền Trình thờ 2 vị tướng nhà Đinh, hành cung Vũ Lâm, đền Cao Sơn và kết thúc tại đền suối Tiên.
Phần lễ với nhiều nghi thức truyền thống được diễn ra trên sông như: rước nước, rước kiệu và rồng để tỏ lòng tri ân các bậc tiền nhân có công giữ yên bờ cõi, bảo vệ giang sơn. Các đoàn rước đi thành đoàn trên những chiếc thuyền, khởi đầu từ bến thuyền Tràng An đoàn đi dọc theo dòng sông Sào Khê rước nước qua hành cung Vũ Lâm, đền Cao Sơn vào đền Suối Tiên và thực hiện các lễ tế tại đây.
Lễ hội Tràng An trải qua hành trình trên sông nước qua các hang động hàng nghìn năm kiến tạo địa chất như: Hang Mây dài hơn 1 km, hang Vạng, hang Đại La, hang Vân và các điểm di tích lịch sử đền Trình, đền suối Tiên, phim trường Kong: Skull Island, hành cung Vũ Lâm. Phần hội là biểu diễn các tiết mục văn nghệ đặc sắc, các trò chơi dân gian ở hai bên dòng sông trong suốt hành trình rước.
Khai mạc lễ hội Tràng An thường có màn sân khấu hóa tái hiện lại những hoạt động và sinh hoạt thường nhật của những con người đã làm nên lịch sử của dân tộc Việt Nam tại kinh đô Hoa Lư xưa. Theo dòng chảy của dòng sông Sào Khê đưa du khách vào vùng lõi quần thể danh thắng Tràng An, một số những hoạt động của quân và dân thời nhà nước Đại Cồ Việt sẽ được tái hiện lại thông qua nhân vật chính của lịch sử dân tộc là cuộc đời của vua Đinh Tiên Hoàng.
Các hoạt động văn hóa nghệ thuật được trình diễn tại các sân khấu dựng ven sông, hồ thuộc các tuyến đường thủy trong khu danh thắng Tràng An.

## Ý nghĩa lễ hội
Trên 30 di tích khảo cổ học thời tiền sử đã được phát hiện ở khu vực quần thể di sản thế giới Tràng An đã khẳng định có một truyền thống cư trú của người tiền sử ở Tràng An, một truyền thống sử dụng vùng đất, vùng biển của người tiền sử với nhiều nền văn hóa tiếp nối liên tục, kéo dài tới 30.000 năm. Và ở thế kỷ 10 ở thung lũng mở Tràng An được người dân nước Việt thêm một lần nữa tận dụng xây dựng kinh đô Hoa Lư, đắp thành, khép kín thung lũng Tràng An để phục hưng văn hóa, làm tiền đề hun đúc nên nền Văn minh Đại Việt nở rộ ở Thăng Long- Hà Nội.
Trải qua hàng chục nghìn năm sống dựa vào sự che chở của núi rừng, khai thác nguồn thức ăn từ núi rừng loài người ở Tràng An đã chứng kiến nhiều biến đổi về tự nhiên, những hiện tượng lạ từ núi rừng đã gây nên sự ngạc nhiên, kinh ngạc chưa thể giải thích, tiếp tục được lưu truyền từ thế hệ này sang thế hệ khác, được chắt lọc, được thiêng hóa và được thờ theo tín ngưỡng thờ thần, thờ những nhân vật siêu nhiên nhưng gần gũi với họ, xuất hiện hàng loạt những truyền thuyết về các vị thần núi hóa thân thành những vị tướng giúp dân giữ nước, được thiêng hóa, thánh hóa đặc biệt là các truyền thuyết về Thần Cao Sơn tìm ra cây báng giúp dân khi thiếu đói; Thần Khổng Lồ tạo ra sông ra núi, sau này hóa thành Nguyễn Minh Không gây dựng vườn thuốc sống Sinh Dược chữa bệnh cứu người, gom đồng đúc chuông dựng nhiều chùa thờ phật, khi tu thiền đắc đạo có thể đi mây về gió, niệm chú cho chim lạ rơi xuống đất, ngả nón làm thuyền vượt sông cả, cho cả kho đồng nước Tống vào túi đem về đúc tứ đại khí, thò tay vào vạc dầu đang sôi vớt hàng trăm chiếc kim chữa bệnh cho Vua Lý Thần Tông.; Thần Thiên Tôn diệt trừ yêu ma, tà đạo từ Gián Khẩu tới núi Cánh Diều; thần Quý Minh trấn trạch vùng núi Tràng An, giúp dân dựng nhà, đào hồ.
Đinh Tiên Hoàng Đế khi xây dựng kinh đô Hoa Lư đã cho lập ra những ngôi đền để thờ các vị thần Hoa Lư tứ trấn như đền Trần ở Tràng An thờ thần Quý Minh trấn giữ ngõ phía nam, đền thờ thần Cao Sơn ở cửa ngõ phía tây, đền thờ thần Thiên Tôn ở cửa ngõ phía đông đường vào cố đô Hoa Lư. Trải qua các thời kỳ, số lượng đền thờ các vị thần trên đã tăng lên rất nhiều và lan tỏa khắp tỉnh Ninh Bình. Lễ hội Tràng An xuất phát từ lễ hội đền Trần (nơi được Vua Đinh Tiên Hoàng khởi dựng, Vua Trần Thái Tông mở rộng) sau được mở rộng không gian tới hầu hết các di tích trong vùng lõi di sản Tràng An.